# Pseudomyrmex coronatus
Pseudomyrmex coronatus är en myrart som först beskrevs av Wheeler 1942.  Pseudomyrmex coronatus ingår i släktet Pseudomyrmex och familjen myror. Inga underarter finns listade i Catalogue of Life.